# Mattia Pasini
Mattia Pasini (* 13. August 1985 in Rimini) ist ein italienischer Motorradrennfahrer.
In der Saison 2012 startete er für das Team Speed Master in der MotoGP-Klasse der Motorrad-Weltmeisterschaft.

## Karriere

### Anfänge
Mattia Pasini wurde das Interesse für den Motorradsport von seinem Vater Luca vererbt, der 1984 den Titel in der italienischen Supermono-Meisterschaft gewann. Sein erstes Rennen bestritt er im Alter von neun Jahren. 1996 gewann Pasini die italienische Pocket-Bike-Meisterschaft und schlug dabei unter anderem Andrea Dovizioso, Manuel Poggiali und Alex De Angelis. Im Jahr 1998 zog er sich bei einem Motocross-Unfall erhebliche Verletzungen zu, die ihn dazu zwangen, in den folgenden zwei Jahren keine Rennen zu bestreiten.

### 125-cm³-Weltmeisterschaft
Nach zwei erfolgreichen Jahren in der italienischen 125er-Meisterschaft und der 125-cm³-Europameisterschaft debütierte er 2004 in der 125-cm³-Klasse der Motorrad-WM. Pasini startete auf Aprilia für das Safilo-Carrera-LCR-Team von Lucio Cecchinello, sein Teamkollege war der 125er-Weltmeister von 2000, sein Landsmann Roberto Locatelli. Pasini erreichte regelmäßig die Punkteränge, schloss die Saison als Fünfzehnter in der Weltmeisterschaft ab und sicherte sich den Titel Rookie of the Year.
In der folgenden Saison etablierte sich Pasini als Spitzenfahrer in der 125-cm³-Klasse. Er startete für das Team Totti Top Sport – NGS des Fußballprofis Francesco Totti, wiederum auf Aprilia, und konnte beim Großen Preis von China in Shanghai seinen ersten Grand-Prix-Sieg feiern. Drei Rennen später, beim Katalonien-Grand-Prix in Barcelona, folgte bereits sein zweiter Erfolg. Mit vier weiteren Podiumsplatzierungen erreichte Pasini 2005 den vierten Gesamtrang.
Zur Saison 2006 wechselte Mattia Pasini ins Master-MVA-Aprilia-Team von Jorge Martínez. Dem Italiener gelangen Siege bei seinem Heim-Grand-Prix in Mugello und beim Grand Prix von Deutschland auf dem Sachsenring sowie erneut vier weitere Podestplätze und Platz vier in der Weltmeisterschaft.
In der Saison 2007 ging Mattia Pasini auf einer der neu konstruierten RSA-Aprilia-Werksmaschinen im Polaris-World-Team an den Start und zählte nach Bestzeiten bei den Vorsaison-Tests zu den WM-Favoriten. In der ersten Saisonhälfte war der Italiener vom Pech verfolgt. Er schied mehrmals in Führung liegend durch technische Defekte an seinem Motorrad aus, was seine Titelchancen bereits früh zunichtemachte. In der zweiten Hälfte der Saison feierte Pasini vier Siege und erreichte damit noch den fünften WM-Rang.

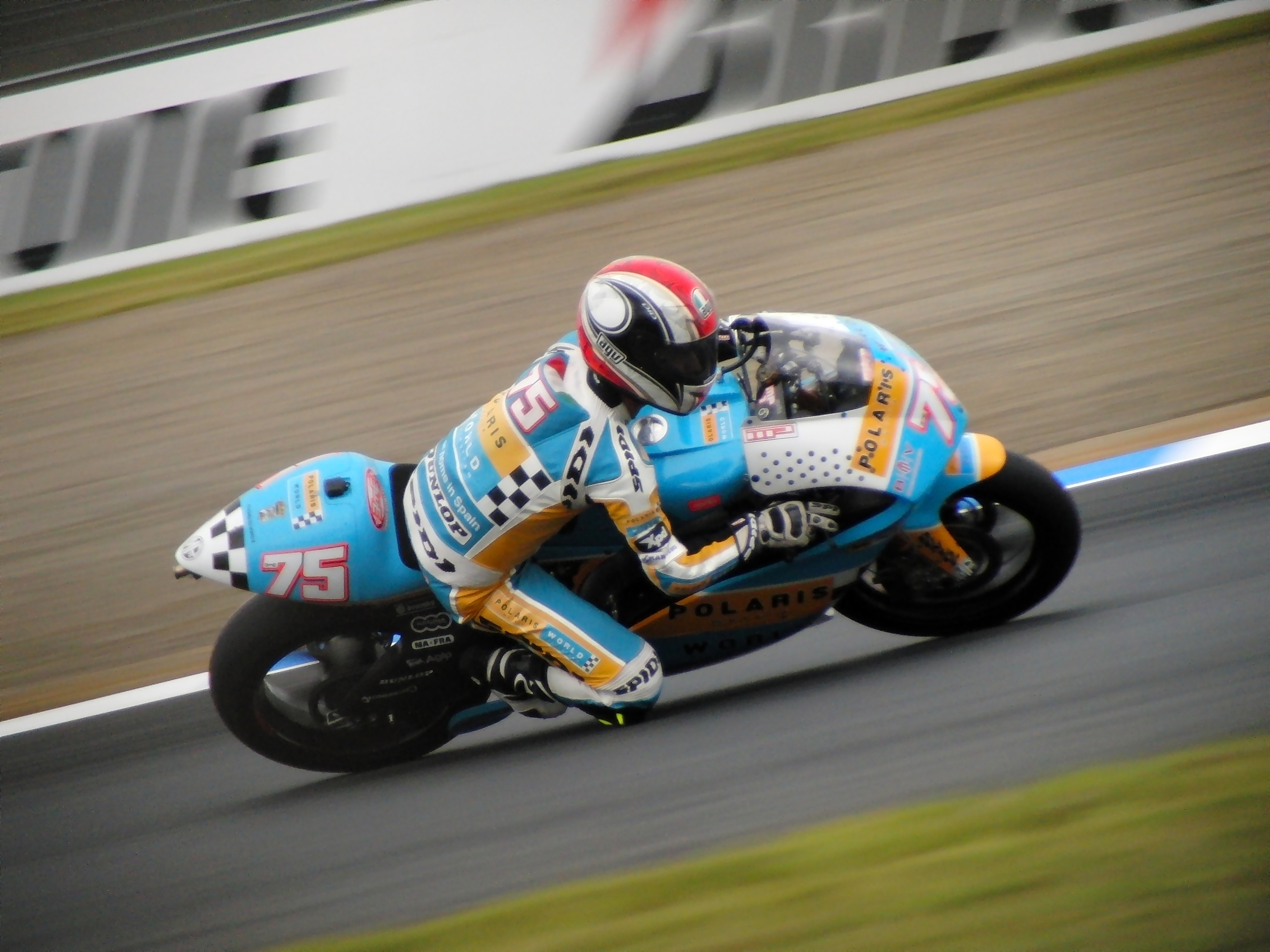
Pasini 2008 auf Aprilia beim Großen Preis von Japan

### 250-cm-Weltmeisterschaft
Zur Saison 2008 stieg Mattia Pasini mit dem Polaris-World-Team in die 250er-Klasse auf. Wieder auf Werksmaterial von Aprilia unterwegs, gelang dem Italiener bereits im ersten Rennen, dem Großen Preis von Katar in Losail, sein erster Sieg in dieser Klasse.

### Moto2-Weltmeisterschaft
Seit 2010 fährt Pasini auf verschiedenen Motorrädern in der Moto2-Klasse. 2017 gewann er den Großen Preis von Italien, in dieser Saison erreichte er mit Platz sechs in der Gesamtwertung seine beste Platzierung. 2018 siegte er in Argentinien, fuhr dreimal auf die Pole und wurde Neunter in der Weltmeisterschaft.
Für 2019 erhielt Pasini keinen Vertrag, startete jedoch beim Grand Prix of The Americas auf einer von HP Flexbox 40 eingesetzten Kalex anstelle des verletzten Augusto Fernández und wurde Vierter. Auch beim Großen Preis von Spanien wird als Ersatzfahrer für einen verletzten Piloten an den Start gehen, diesmal bei Ángel Nieto Racing auf einer KTM für Jake Dixon.

### MotoGP-Klasse
2012 fuhr Mattia Pasini in der MotoGP-Klasse im Team Speed Master auf ART.

## Persönliches
Pasini erlitt im Alter von 14 Jahren schwerwiegende Verletzungen am rechten Arm durch einen Unfall beim Motocross. Er kann diesen seitdem nur eingeschränkt benutzen und bremst und kuppelt daher mit der linken Hand.

## Statistik

### Erfolge
- 1996 – Italienischer Pocket-Bike-Meister
- 12 Grand-Prix-Siege

### In der Motorrad-Weltmeisterschaft
(Stand: Saisonende 2023)
| Saison | Klasse  | Team                        | Motorrad    | Rennen | Rennen | Siege | Podien | Poles | Punkte | Punkte | Ergebnis |
| ------ | ------- | --------------------------- | ----------- | ------ | ------ | ----- | ------ | ----- | ------ | ------ | -------- |
| 2004   | 125 cm³ | Safilo Carrera - LCR        | Aprilia     | 16     | 16     | –     | –      | –     | 54     | 54     | 15.      |
| 2005   | 125 cm³ | Totti Top Sport - NGS       | Aprilia     | 15     | 15     | 2     | 6      | –     | 183    | 183    | 4.       |
| 2006   | 125 cm³ | Master - MVA Aspar Team     | Aprilia     | 16     | 16     | 2     | 6      | 2     | 192    | 192    | 4.       |
| 2007   | 125 cm³ | Polaris World               | Aprilia     | 17     | 17     | 4     | 5      | 9     | 174    | 174    | 5.       |
| 2008   | 250 cm³ | Polaris World               | Aprilia     | 16     | 16     | 1     | 4      | –     | 132    | 132    | 8.       |
| 2009   | 250 cm³ | Team Tóth                   | Aprilia     | 16     | 16     | 1     | 5      | –     | 128    | 128    | 5.       |
| 2010   | Moto2   | JIR Moto2                   | Motobi      | 6      | 8      | –     | –      | –     | 12     | 12     | 28.      |
| 2010   | Moto2   | Italtrans Racing Team       | Suter       | 2      | 8      | –     | –      | –     | 0      | 12     | 28.      |
| 2011   | Moto2   | IodaRacing Project          | FTR         | 17     | 17     | –     | –      | –     | 28     | 28     | 24.      |
| 2012   | MotoGP  | Speed Master                | ART         | 14     | 14     | –     | –      | –     | 13     | 13     | 22.      |
| 2012   | Moto2   | NGM Mobile Forward Racing   | FTR         | 1      | 1      | –     | –      | –     | 0      | 0      | 45.      |
| 2013   | Moto2   | NGM Mobile Forward Racing   | Speed Up    | 17     | 17     | –     | –      | –     | 58     | 58     | 15.      |
| 2014   | Moto2   | NGM Mobile Forward Racing   | Forward-KLX | 17     | 17     | –     | –      | –     | 35     | 35     | 21.      |
| 2015   | Moto2   | Gresini Racing Moto2        | Kalex       | 2      | 2      | –     | –      | –     | 0      | 0      | 30.      |
| 2016   | Moto2   | Italtrans Racing Team       | Kalex       | 18     | 18     | –     | –      | –     | 72     | 72     | 11.      |
| 2017   | Moto2   | Italtrans Racing Team       | Kalex       | 18     | 18     | 1     | 3      | 5     | 148    | 148    | 6.       |
| 2018   | Moto2   | Italtrans Racing Team       | Kalex       | 18     | 18     | 1     | 1      | 3     | 141    | 141    | 9.       |
| 2019   | Moto2   | Pons HP40                   | Kalex       | 1      | 11     | –     | –      | –     | 13     | 35     | 20.      |
| 2019   | Moto2   | Sama Qatar Ángel Nieto Team | KTM         | 1      | 11     | –     | –      | –     | 0      | 35     | 20.      |
| 2019   | Moto2   | Petronas Sprinta Racing     | Kalex       | 2      | 11     | –     | –      | –     | 5      | 35     | 20.      |
| 2019   | Moto2   | Tasca Racing Scuderia Moto2 | Kalex       | 7      | 11     | –     | –      | –     | 17     | 35     | 20.      |
| 2020   | Moto2   | Red Bull KTM Ajo            | Kalex       | 1      | 1      | –     | –      | –     | 0      | 0      | 29.      |
| 2022   | Moto2   | GasGas Aspar Team           | Kalex       | 2      | 3      | –     | –      | –     | 1      | 1      | 33.      |
| 2022   | Moto2   | RW Racing GP                | Kalex       | 1      | 3      | –     | –      | –     | 0      | 1      | 33.      |
| 2023   | Moto2   | Fieten Olie Racing GP       | Kalex       | 2      | 2      | –     | –      | –     | 11     | 11     | 25.      |
| Gesamt | Gesamt  | Gesamt                      | Gesamt      | 244    | 244    | 12    | 30     | 19    | 1417   | 1417   |          |

Grand-Prix-Siege
| Saison | Klasse  | Rennen                                              |
| ------ | ------- | --------------------------------------------------- |
| 2005   | 125 cm³ | China Volksrepublik Katalonien                      |
| 2006   | 125 cm³ | Italien Deutschland                                 |
| 2007   | 125 cm³ | Vereinigtes Konigreich Niederlande San Marino Japan |
| 2008   | 250 cm³ | Katar                                               |
| 2009   | 250 cm³ | Italien                                             |
| 2017   | Moto2   | Italien                                             |
| 2018   | Moto2   | Argentinien                                         |